# Veritasstadion
Het Veritas Stadion is een voetbalstadion in Turku, een stad in het zuidwesten van Finland. FC Inter Turku en TPS Turku spelen in dit stadion hun thuiswedstrijden. In het stadion is plaats voor ruim 9.000 toeschouwers. 
Het stadion stond eerst bekend als het Kupittaan jalkapallostadion. In 1952 werden de Olympische Spelen in Finland gehouden, in Helsinki. Dit stadion werd gebruikt voor voetbalwedstrijden op het voetbaltoernooi. Er werden 4 wedstrijden gespeeld, twee in de voorronde en twee in de eerste ronde. In 2003 werd, na de renovatie, de huidige naam aan het stadion gegeven. 
In 2009 werd het Europees kampioenschap voetbal voor vrouwen van 23 augustus tot en met 10 september in Finland gehouden. Dit stadion werd toen gebruikt om voetbalwedstrijden te spelen. Er waren vier groepswedstrijden en de kwartfinale tussen Finland en Engeland (2–3).